# Omortague (Bulgária)
Omortague (em búlgaro: Омуртаг; romaniz.: Omurtag) é uma cidade da Bulgária, localizada no distrito de Targovishte. A sua população era de 8,725 habitantes segundo o censo de 2010.

## População
| Omortague | Omortague | Omortague | Omortague | Omortague | Omortague | Omortague | Omortague | Omortague | Omortague | Omortague | Omortague | Omortague | Omortague | Omortague | Omortague | Omortague | Omortague | Omortague | Omortague |
| --- | --------- | --------- | --------- | --------- | --------- | --------- | --------- | --------- | --------- | --------- | --------- | --------- | --------- | --------- | --------- | --------- | --------- | --------- | --------- |
| Ano | 1887      | 1910      | 1934      | 1946      | 1956      | 1965      | 1975      | 1985      | 1992      | 2001      | 2002      | 2003      | 2004      | 2005      | 2006      | 2007      | 2008      | 2009      | 2010      |
| População |           |           |           | 4,233     | 6,127     | 8,145     | 9,082     | 9,573     | 8,938     | 8,759     | 8,893     | 9,095     | 9,018     | 8,996     | 8,867     | 8,968     | 8,902     | 8,882     | 8,725     |
| Fontes: Instituto Nacional de Estatísticas, „citypopulation.de“, „pop-stat.mashke.org“, Bulgarian Academy of Sciences |           |           |           |           |           |           |           |           |           |           |           |           |           |           |           |           |           |           |           |